# Die Schuldigkeit des ersten Gebots
Die Schuldigkeit des ersten Gebots KV 35 ist der von Wolfgang Amadeus Mozart 1767 komponierte erste Teil eines geistlichen Singspiels. Es ist Teil eines ursprünglich dreiteiligen, gleichnamigen Werkes, dessen weitere von Michael Haydn und Anton Cajetan Adlgasser vertonten Teile verschollen sind. Zugleich handelt es sich um das erste Bühnenwerk Mozarts. Das Libretto stammt von Ignatz Anton von Weiser.

## Handlung
Die allegorischen Figuren des Christgeistes, der göttlichen Barmherzigkeit und Gerechtigkeit versuchen den anfangs schlafenden, „lauen Christen“ (Offb 3,16 ) dem Einfluss des Weltgeistes zu entreißen. Der Imperativ des Titels bezieht sich auf Mk 12,29f .

## Aufbau
- Sinfonia
- Recitativo: „Die löblich’ und gerechte Bitte“ (Gerechtigkeit, Christgeist, Barmherzigkeit)
- 1. Aria: „Mit Jammer muß ich schauen“ (Christgeist)
- Recitativo: „So vieler Seelen Fall“ (Barmherzigkeit, Gerechtigkeit)
- 2. Aria: „Ein ergrimmter Löwe brüllet“ (Barmherzigkeit)
- Recitativo: „Was glaubst du?“ (Barmherzigkeit, Gerechtigkeit, Christgeist)
- 3. Aria: „Erwache, fauler Knecht“ (Gerechtigkeit)
- Recitativo: „Er reget sich“ (Christgeist, Barmherzigkeit, Gerechtigkeit)
- 4. Aria: „Hat der Schöpfer dieses Lebens“ (Weltgeist)
- Recitativo: „Daß Träume Träume sind“ (Christ)
- 5. Aria: „Jener Donnerworte Kraft“ (Christ)
- Recitativo: „Ist dieses, o so zweifle nimmermehr“ (Weltgeist, Christ, Christgeist)
- 6. Aria: „Schildre einen Philosophen“ (Weltgeist)
- Recitativo: „Wen hör’ ich nun hier in der Nähe“ (Weltgeist, Christ, Christgeist)
- 7. Aria: „Manches Übel will zuweilen“ (Christgeist)
- Recitativo: „Er hält mich einem Kranken gleich“  (Christ, Christgeist, Gerechtigkeit)
- Recitativo: „Hast du nunmehr erfahren“ (Barmherzigkeit, Christgeist, Gerechtigkeit)
- 8. Terzetto: „Laßt mich eurer Gnade Schein“ (Christgeist, Barmherzigkeit, Gerechtigkeit)

## Stilistische Stellung
Das als „geistliches Singspiel“ bezeichnete Werk steht stilistisch dem Oratorium näher als einer Oper. Die Uraufführung wurde dennoch wohl szenisch realisiert, das einzige Bühnenbild ist laut Libretto „eine anmuthige Gegend an einem Garten und kleinen Wald“.
Die Partitur des elfjährigen Wolfgang Amadeus Mozart weist erwartungsgemäß weitreichende Hilfen des Vaters Leopold Mozart auf, der beispielsweise sämtliche Rezitativtexte in den Autograph eintrug. Ob Leopold Mozart auch bei der Komposition selbst mithalf, ist nicht bekannt.

## Geschichte
In der erzbischöflichen Residenz in Salzburg bestand in den 1760er Jahren die Tradition, alljährlich in der Fastenzeit ein geistliches Oratorium auf einen deutschen Text aufzuführen. Im Jahr 1767 ging der Auftrag für diese Komposition als Gemeinschaftswerk an Mozart, Michael Haydn und Anton Adlgasser.
Der erste Teil des Stückes wurde am 12. März 1767 im Rittersaal der Residenz des Fürsterzbischofs von Salzburg, Sigismundus Christoph von Schrattenbach, uraufgeführt, in dessen Auftrag das Werk entstand. Der zweite Teil wurde am 19. März, der dritte am 26. März aufgeführt.
Über den Autor des Librettos bestand lange Zeit Unsicherheit, da er im originalen Textbuch von 1767 nur mit den Initialen „J. A. W.“ angeführt war. Als mögliche Autoren wurden daher Johann Anton Wieland (1710–1774) oder Jacob Anton Wimmer (1725–1793) angesehen. Erst 1957 konnte die wahre Autorschaft durch den Fund eines Tagebuchs des Benediktinerpaters Beda Hübner geklärt werden. Der Tagebucheintrag „Den deutschen text hat componiret Herr Weiser ein Handels- und Ratsherr“ brachte den Salzburger Archivar Herbert Klein auf die Spur des Salzburger Ratsherrn und Gelegenheitsdichters Ignatz Anton von Weiser, der mehrere Dichtungen unter seinen Initialen „J. A. W.“ veröffentlicht hatte.